# Heinrich Lausberg
Heinrich Lausberg (Aachen, 12 de outubro de 1912 – Münster, 11 de abril de 1992) foi um retórico alemão.
Fez os seus estudos nas Universidades de Bonn e Tübigen; tendo, nesta última instituição, defendido a sua tese de Doutoramento no ano de 1937 (Os dialectos da Lucânia do Sul). Entre 1937-1939 colaborou no Französisches Etymologisches Wöeterbuch. De 1939 a 1942 colaborou num outro projecto intitulado Thesaurus Linguae Latinae.
A sua carreira profissional como docente iniciou-se em 1946, como professor extraordinário de Filologia Românica, na Universidade de Bonn, onde permaneceu até 1949. A partir desse ano passou a leccionar, como Catedrático, a mesma unidade curricular na Universidade de Münster, onde permaneceu até 1972.

## Obras traduzidas
- Elementos de Retórica Literária. 6.ª Edição. Lisboa: Fundação Calouste Gulbenkian, 2011.
- Linguística Românica. Lisboa: Fundação Calouste Gulbenkian, 1981.
- Manual de Retorica Literaria: fundamentos de una ciencia de la literatura (3 vol.). Madrid: Editorial Gredos, 1966.